# Анамска блатна костенурка
Анамските блатни костенурки (Mauremys annamensis), наричани също виетнамски костенурки и листни костенурки, са вид влечуги от семейство Азиатски речни костенурки (Geoemydidae).
Разпространени са в ограничена област в централен Виетнам. Имат характерно оцветена черна глава с три или четири жълти ивици отстрани и жълто-оранжев пластрон. Видът е критично застрашен от изчезване, заради улова му за храна, като е известна само една малка популация в природата.